# VB NÖ Sokol Post
VB NÖ Sokol Post är ett gemensamt lag bildat av SV Schwechat Sokol och Post SV Wiens volleybollsektioner för spel i volleyboll i Österrike. 
SV Schwechat Sokol är en klubb från Schwechat, Österrike. Den grundades genom att volleybollsektionerna av Sport-Vereinigung Schwechat och TJ Sokol Wiens gick samman 1990 på initiativ av Schwechats borgmästare Rudolf Tonn. Sedan tidigare hade TJ Sokol Wien en spelgemenskap tillsammans med Post SV Wien som fortsatte med den nya klubben. De ingående klubbarna har i olika konstellationer dominerat den österrikiska damvolleybollen. Sedan 1953 har de blivit österrikiska mästare 51 gånger och vunnit cupen 25 gånger. Även herrarna har varit framgångsrika med åtta vunna pokaler.